# Кусган
Кусган — населённый пункт (разъезд) в Карасукском районе Новосибирской области. Входит в состав Знаменского сельсовета.

## География
Площадь населённого пункта — 3 гектара.

## Население
| 2002 | 2007 | 2010 |
| ---- | ---- | ---- |
| 38   | ↘26  | ↘10  |

## Инфраструктура
В населённом пункте по данным на 2007 год отсутствует социальная инфраструктура.